# 15034 Decines
15034 Decines este o planetă minoră (asteroid), cu un diametru de 5,074 km, din centura de asteroizi. A fost descoperită pe 16 noiembrie 1998 la osservatorio astronomico della Montagna Pistoiese⁠(d) de Maura Tombelli⁠(d) și a fost numită după Décines-Charpieu. 
Obiectul prezintă o orbită caracterizată de o semiaxă mare de 2,412323 UAi, o excentricitate de 0,15, o înclinație de 5,79051 ° în raport cu ecliptica.